# Río Hoanib
El río Hoanib es uno de los 12 ríos efímeros estacionales del oeste de Namibia, donde era la frontera entre el norte de Damaraland y Kaokoland. Su longitud es de 270 km. Con la baja densidad de población, el carácter de oasis del valle del río y la relativamente alta población de fauna silvestre de Hoanib, junto con el río Hoarusib su valle es una de las últimas zonas verdaderamente silvestres de Namibia, uno de los últimos asentamientos de  elefantes del desierto y muestra fuertes vientos, aguas erosionantes y depósitos de piedras desgastadas de hasta 10 m de altura. Las entradas de Hoanib son el río Aap, el río Otjitaimo, el Ombonde, el Ganamub, el Mudorib y el Tsuxub.

## Hidrología
Se estima que la  zona de captación del Hoanib, incluidos sus afluentes, se encuentra entre 15 760 y 17 200 km² y se extiende desde la costa occidental hasta Ojiovasando y los Picos Negros del interior. También incluye la región rica en recursos Sesfontein, Warmquelle y el desfiladero de Khowarib. El punto más alto de la cuenca se encuentra a 1800 m. Las precipitaciones en la zona de captación son esporádicas y varían de 0 mm/año en el oeste a 325 mm en el noreste de la cuenca. La proporción de área con menos de 100 mm / año es del 71%. En sólo el 12% de la cuenca de captación se encuentra la precipitación anual de más de 300 mm. El Hoanib fluye sólo cada pocos años por las fuertes lluvias en el interior de la cuenca de captación, pero entonces la ola de inundación puede ser de varios metros de altura y durar varios días. No siempre, pero más a menudo en los últimos años, el agua llega a la desembocadura en el Océano Atlántico. Una gran parte del agua se filtra y contribuye a un gran acuífero subsuperficial denso, desde las salidas en varios puntos del lecho del río, de modo que incluso en los años secos hay agua subterránea. Las aguas subterráneas circundantes forman eflorescencias que muchos antílopes utilizan como saladeros. Durante los períodos secos, la pata de elefante del desierto de Hoanib cava hoyos profundos para llegar a las aguas subterráneas cercanas a la superficie.

## Flora y vegetación
La vegetación de la cuenca comprende principalmente la sabana de Mopane (87%) y el norte de Namibia, con un 13%[1]. En el campo de los bosques de galería se encuentran algunas colecciones más grandes de árboles de Ana (Faidherbia albida), Plomo (Combretum imberbe), mopane (Colophospermum mopane), espino de camello (Acacia erioloba), Salvadora y Euclea. Particularmente en los humedales hay existencias más grandes, a menudo de varios metros de altura, de hierbas agrias y cañas.
Con sus bosque en galería y los humedales más grandes en el desfiladero de Khowarib, en una zona de inundación al este de Sesfontein y en la zona de la boca y los tramos inferiores, el Hoanib es un oasis lineal en el entorno, por lo demás árido, que proporciona el sustento para una rica vida silvestre. Además de las grandes poblaciones de muchas especies de antílopes que se encuentran en las partes bajas del Hoanib, también hay un gran número de elefantes del desierto (unos 35 individuos), rinocerontes, jirafas y también varias manadas de leones, y depredadores más pequeños.

## Uso y asentamiento
El 91% del área de captación es tierra comunal en el gobierno tribal. El 3% es tierra de propiedad privada en 12 granjas. El 6% del área de captación está en el rango del parque nacional de Skeleton Coast. La población se estima en torno a los 9200 habitantes. Los centros de asentamiento son Sesfontein y Warmquelle y Otjivasando. El uso de la tierra es predominantemente pastoral. El turismo individual y de aventura se está volviendo importante allí. Al oeste de Sesfontein, el Valle Hoanib pertenece al área de concesión de Desert Adventure Safaris. El aumento del turismo, pero también la presión del pastoreo de la población local y la avaricia de la minería suponen una amenaza creciente para su ecosistema único.